# زنان در میانمار
از منظر تاریخی، زنان در میانمار (که به‌عنوان برمه نیز شناخته می‌شود)، جایگاه اجتماعی منحصربه‌فردی داشتند و در جامعه برمه‌ای مورد احترام قرار می‌گرفتند. بر اساس تحقیقات میا ساین، زنان برمه‌ای «برای قرن‌ها – حتی پیش از تاریخ مکتوب» از سطح بالایی از استقلال برخوردار بودند و حقوق قانونی و اقتصادی خود را حفظ کرده بودند، علیرغم تأثیرات بودیسم و هندوئیسم. برمه در گذشته دارای نظام مادرسالاری بوده که شامل حق انحصاری ارث‌بردن چاه‌های نفت و جانشینی در مقام ریاست روستا بوده است. زنان برمه‌ای همچنین توسط پادشاهان برمه‌ای به مقامات عالی منصوب می‌شدند، می‌توانستند رؤسای قبیله و ملکه‌ها شوند.
مردم بارمار، به‌عنوان بزرگ‌ترین گروه قومی میانمار، به‌طور فعال تلاش کردند که اکثریت جمعیت کشور را تشکیل دهند. مردم بارمار، با تأثیرگذاری بر زنان در چارچوب ساختار پدرسالاری، مشارکت و نمایندگی سیاسی زنان را در سراسر جامعه میانمار محدود کردند.

## لباس سنتی و اعتراض
هتامین یکی از لباس‌های سنتی زنان برمه‌ای است. این پارچه یا لباس پایینی در طول دودمان کونبائونگ (۱۷۵۲–۱۸۵۵) به‌عنوان دامن پیچیده‌شده یا پارچه‌ای که محکم روی شکم، کمی به سمت چپ کمر قرار می‌گرفت، توسط زنان پوشیده می‌شد. در مقابل، مردان برمه‌ای از لباس سنتی پایین‌تنه معروف به پاهسو استفاده می‌کردند.
باورهای خرافی دربارهٔ زنان میانمار و مواد مرتبط با دوران قاعدگی آن‌ها ادعا می‌کرد که استفاده از این مواد می‌تواند به‌طور کامل قدرت معنوی نیروهای نظامی را در طول نبردها کاهش دهد. با این حال، زنان میانمار در مناطق دشمن برخلاف این باور اقدام کردند و فعالانه در اعتراضات خود از مواد دوران قاعدگی استفاده کردند و با تهدیدهای گاز اشک‌آور و گلوله مواجه شدند.

## ازدواج
ازدواج‌ها در گذشته بین زنان برمه‌ای و مردان خارجی امکان‌پذیر بود، به شرطی که دادگاه‌های منطقه‌ای در برمه حداقل ۲۱ روز قبل از مراسم ازدواج را اطلاع‌رسانی کنند. با این حال، در ماه مه ۲۰۱۰، دولت برمه برگزاری مراسم ازدواج میان زنان برمه‌ای و مردان خارجی را ممنوع کرد. یکی از دلایل مطرح‌شده برای این ممنوعیت، جلوگیری از قاچاق انسان بود. در این دوران، زنان برمه‌ای قربانی قاچاقچیان انسان شدند و به صنعت جنسی در کشورهای پاکستان و تایلند منتقل می‌شدند.
به‌طور کلی، ازدواج‌های از پیش تعیین‌شده نیز بخشی از سنت برمه‌ای بودند، اما زنان برمه‌ای این حق را داشتند که پیشنهاد ازدواج با همسر انتخاب‌شده توسط والدینشان را رد کنند. امروزه زنان جوان برمه‌ای می‌توانند با افرادی که از روی عشق انتخاب کرده‌اند ازدواج کنند.

## حقوق زنان

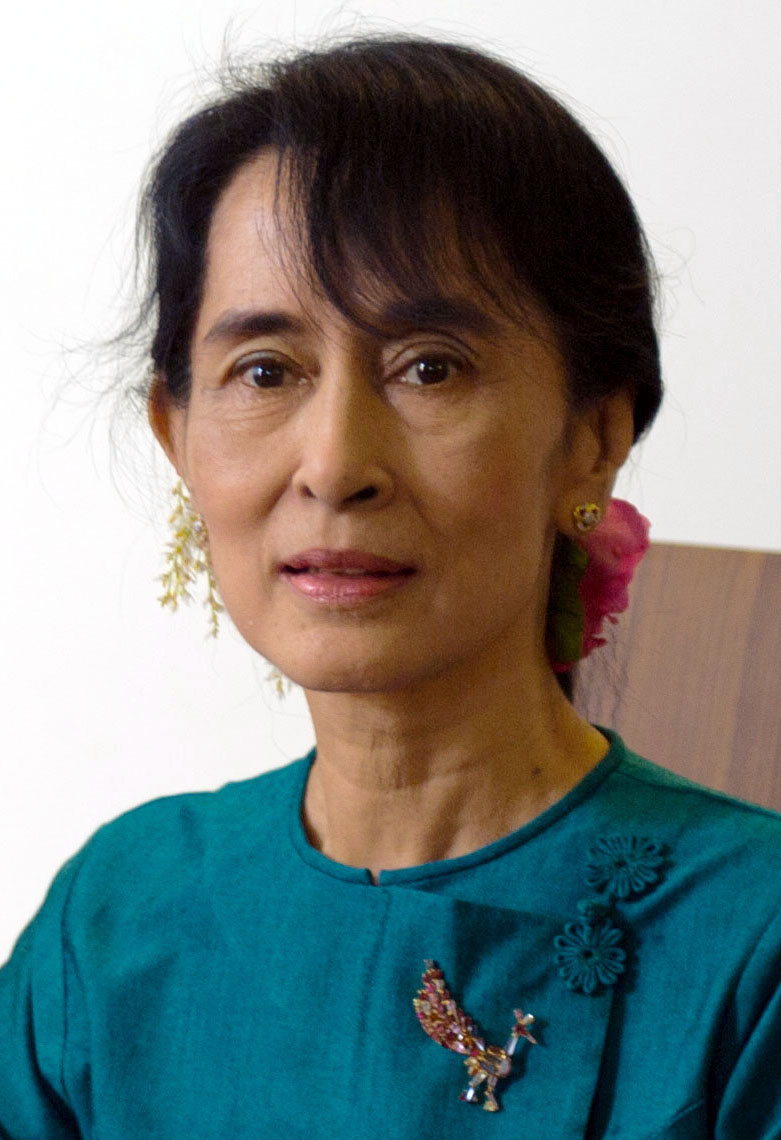
آنگ سان سو چی.

در سال ۲۰۰۰، سازمان «تبادل منابع زنان آسیایی» (Asian Women's Resource Exchange یا AWORC) گزارشی تحت عنوان حقوق بشر در برمه که از اخبار انجمن (اوت ۱۹۹۸) گرفته شده بود، منتشر کرد. در این گزارش، به‌طور سنتی زنان برمه‌ای «مادران فداکار» توصیف شده‌اند، به این معنا که این زنان «همواره نیازهای خود را کنار گذاشته‌اند تا نیازهای فرزندانشان را در اولویت قرار دهند.» همچنین، این گزارش نشان داد که زنان روستایی و شهری برمه‌ای تحت تأثیر شرایط اقتصادی رو به وخامت در برمه قرار داشتند.
در نتیجه استعمار بریتانیا که کشور را متزلزل کرد، خانواده‌های برمه‌ای «به‌طور فزاینده‌ای حقوق مردان را نسبت به زنان در منابع محدود اولویت می‌دادند.» این تغییرات بر دسترسی زنان برمه‌ای به تغذیه، خدمات پزشکی، آموزش حرفه‌ای و دیگر فرصت‌های آموزشی تأثیر منفی گذاشت. زنان برمه‌ای به‌طور ناخواسته به باربران و کارگران بدون دستمزد ارتش تبدیل شدند و قربانی برده‌داری، قتل، شکنجه، تجاوز و حملات شدند.
به لحاظ تاریخی، زنان شهری برمه‌ای «از سطح بالایی از قدرت اجتماعی برخوردار بودند»، اما بعدها با محدودیت‌هایی در سخنرانی و دسترسی به موقعیت‌های بالای دولتی و خصوصی مواجه شدند. بر اساس گزارش AWORC، تعداد بسیار محدودی از زنان برمه‌ای آموزش‌هایی در زمینه حقوق تولیدمثل و روش‌های ایمن جلوگیری از بارداری دریافت می‌کنند، که آن‌ها را در معرض خطر ابتلا به اچ‌آی‌وی و ایدز قرار می‌دهد. جنبش حقوق زنان در برمه از سال ۱۹۱۹ با انجمن «انجمن زنان برمه‌ای» آغاز شد.